# Daira
La daira o daerah (en árabe, دائرة: círculo; plural: dawair) es una división administrativa en Argelia y en los territorios controlados por la República Árabe Saharaui Democrática en el noroeste de África, así como Brunéi, Indonesia y Malasia en el sudeste asiático. Comúnmente se traduce como "distrito". Está por debajo del valiato y por encima del baladiyah (municipio).

## Argelia
En Argelia cada valiato o provincia está dividida en dairas y cada daira está dividida en baladiyat. Por ejemplo, en la provincia de Argel hay 13 dairas: Sidi M'Hamed, Bab El Oued, Hussein Dey, Bouzareah, Bir Mourad Raïs, El Harrach, Dar El Beïda, Cheraga, Zeralda, Draria, Birtouta, Baraki, Rouiba. Y cada daira en baladiyat. Por ejemplo, la daira de Bouzareah está repartida en 4 baladiyat: Ben Aknoun, Beni Messous, Bouzareah, El Biar.

## República Árabe Saharaui Democrática
La población de los campos de refugiados de la provincia de Tinduf (Argelia) se encuentra distribuida en cuatro asentamientos denominados valiatos (El Aaiún, Esmara, Auserd y Villa Cisneros). Cada valiato consta de seis o siete pequeños núcleos de población formados por tiendas de campaña (jaimas) y construcciones de adobe. Estos núcleos se denominan dairas y toman el nombre de las ciudades del Sahara Occidental ocupado por Marruecos. Las escuelas, hospitales, centros de formación y de cultura situados en el centro de los campamentos son construcciones más sólidas.
Las dairas quedan repartidas de la siguiente forma:
- El Aaiún: Hagunia, Amgala, Daora, Bucraa, Edchera y Guelta.
- Esmara: Hausa, Edchera, El Farsia, Mahbes, Bir Lehlu y Tifariti.
- Auserd: Agüenit, Zug, Miyec, Bir Gandús, La Güera y Tichla.
- Villa Cisneros: Jraifia, El Aargub, Um Dreiga, Bojador, Glaibat el Fula, Ain Beida y Bir Enzarán.

## Brunéi
Un daerah o distrito es la subdivisión principal de Brunéi. Hay cuatro daerahs: Belait, Brunéi-Muara, Temburong y Tutong. Una daerah se subdivide en mukims (equivalente a subdistritos) y posteriormente en kampungs (aldeas).

## Indonesia
En Indonesia, se utiliza la locución daerah istimewa para referirse a las regiones o provincias con estatus especial. Hay cinco regiones especiales, a saber, Aceh, Yakarta, Región Especial de Yogyakarta, Papúa y Papúa Occidental. 

## Malasia
Un daerah o distrito es un tipo de división administrativa estatal en Malasia. Es la subdivisión principal de los estados en la Malasia peninsular, en tanto que en Sabah y Sarawak en el Borneo malasio es la subdivisión secundaria que está por debajo de las divisiones. Independientemente de esto, cualquier daerah puede ser subdividido en mukim.
- Datos: Q2576151